# Partia Ojczyźniana
Partia Ojczyźniana (tur. Anavatan Partisi, ANAP) – turecka partia polityczna o profilu konserwatywnym, działająca w latach 1983–2009.

## Historia
Po puczu wojskowym z września 1980 zdelegalizowano dotąd działające ugrupowania. Partia Ojczyźniana powstała w 1983, gdy zezwolono na utworzenie nowych stronnictw politycznych. Formację założył były wicepremier Turgut Özal. W jej programie znalazły się liberalne postulaty w dziedzinie gospodarki, w tym dotyczące ograniczenia nadzoru państwa i deregulacji w zakresie handlu zagranicznego. ANAP w 1983 była jedną z trzech partii dopuszczonych do udziału w wyborach. Uzyskała wówczas większość bezwzględną większość parlamencie, którą utrzymała także w wyborach w 1987. Reprezentację parlamentarną posiadała do 2002, kiedy to nie przekroczyła wynoszącego 10% progu wyborczego.
Premierami należącymi do ANAP byli: Turgut Özal (1983–1989), Yıldırım Akbulut (1989–1991) i Mesut Yılmaz (1991, 1996, 1997–1999). Założyciel partii od 1989 do swojej śmierci w 1993 sprawował urząd prezydenta. Ugrupowanie uczestniczyło też w koalicji rządzącej współtworzącej gabinet Bülenta Ecevita (1999–2002). W 2009 formacja przyłączyła się do Partii Demokratycznej.

## Przewodniczący
- 1983–1989: Turgut Özal
- 1989–1991: Yıldırım Akbulut
- 1991–2002: Mesut Yılmaz
- 2002–2003: Ali Talip Özdemir
- 2003–2005: Nesrin Nas
- 2005–2008: Erkan Mumcu
- 2008–2009: Salih Uzun[6]

## Poparcie
Wyniki w wyborach do Wielkiego Zgromadzenia Narodowego Turcji:
- 1983: 45,1% głosów i 211 mandatów
- 1987: 36,3% głosów i 292 mandaty
- 1991: 24,0% głosów i 115 mandatów
- 1995: 19,7% głosów i 132 mandaty
- 1999: 13,2% głosów i 5,1 mandatów
- 2002: 5,1% głosów i 0 mandatów